# Anne-Caroline Graffe
Anne-Caroline Graffe (Papeete, 15 agosto 1983) è una taekwondoka francese.

## Palmarès

### Giochi olimpici
- Argento a Londra 2012

### Mondiali
- Oro a Gyeongju 2011
- Bronzo a Puebla 2013

### Europei
- Bronzo a Campionati europei di taekwondo 2008
- Argento a Campionati europei di taekwondo 2010
- Oro a Campionati europei di taekwondo 2012